# Le Gosse du cirque

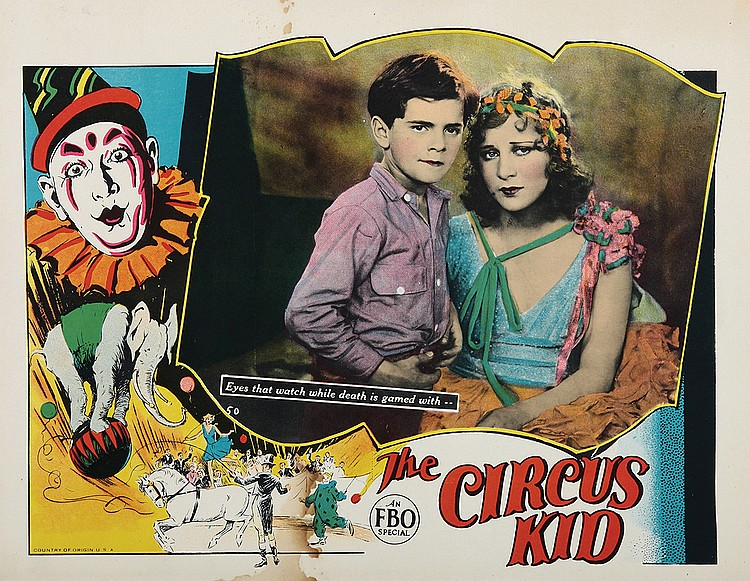
Carte promotionnelle du film.

Le Gosse du cirque (The Circus Kid) est un film américain partiellement sonore réalisé par George B. Seitz et sorti en 1928. 

## Fiche technique
- Titre original : The Circus Kid
- Réalisation : George B. Seitz
- Assistant réalisateur : Charles Kerr
- Scénario : Melville Baker, James Ashmore Creelman
- Photographie : Philip Tannura
- Montage : 	Ann McKnight
- Son :  RCA Photophone[1]
- Distribution : Film Booking Offices of America (FBO)
- Durée : 68 minutes
- Date de sortie:
  - États-Unis : 7 octobre 1928

## Distribution
- Frankie Darro : Buddy
- Poodles Hanneford : Poodles
- Joe E. Brown : King Kruger
- Helene Costello : Trixie
- Sam Nelson: Tad
- Lionel Belmore : Beezicks
- Charles Miller : Cadwallader
- John Gough : Skelly Crosley
- Syd Crossley : Skelly's Runner
- Charles Gemora : Zozo, le Gorille

## Production
Le film a été conçu comme un film muet avec des intertitres, mais est sorti avec une bande sonore incluant de la musique et des bruitages.